# Johan Christofer Lindblad

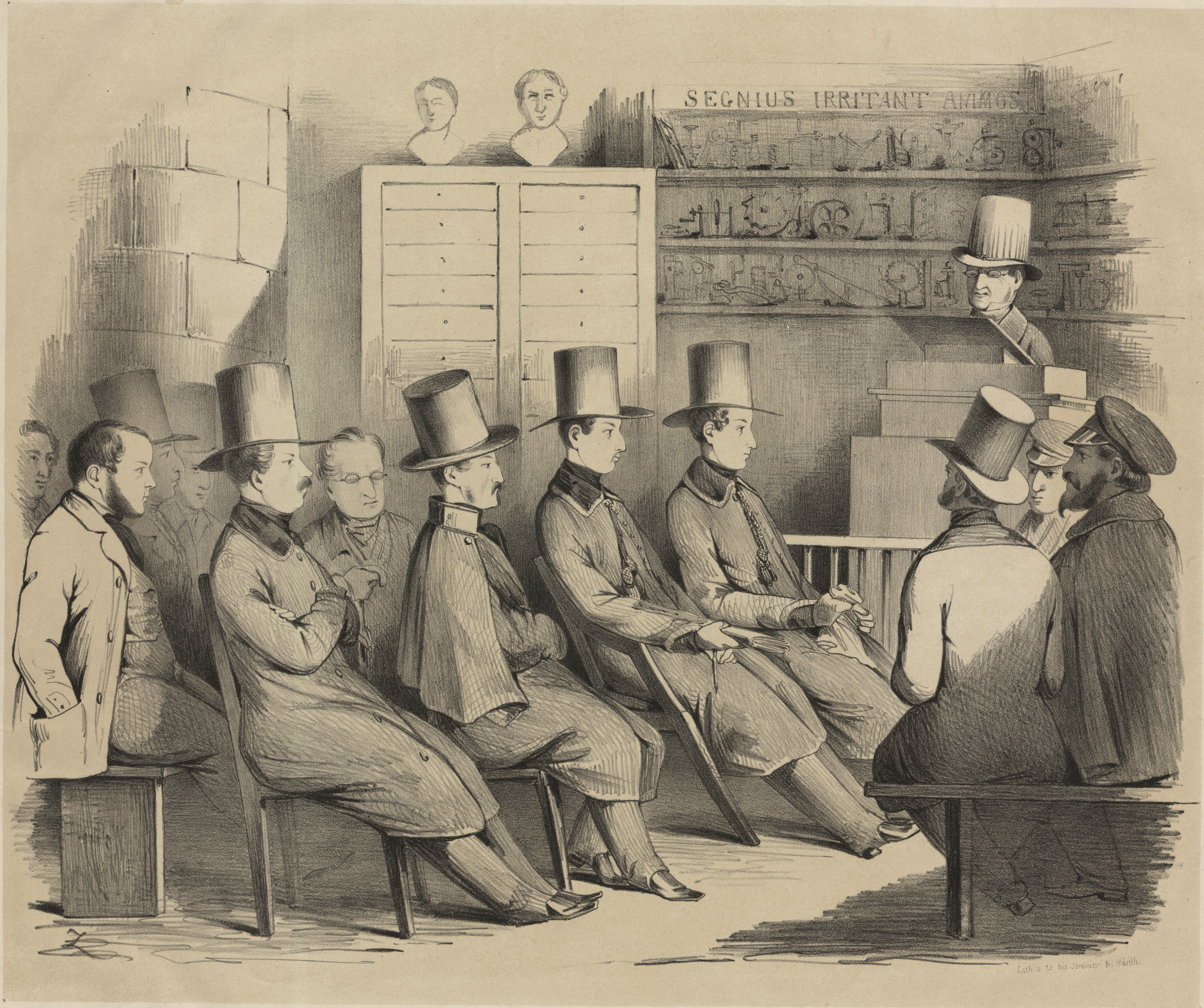
Prins Karl (sedermera Karl XV) och hans bror Prins Gustaf på föreläsning av professor Lindblad i Theatrum Œconomicum 1846.

Johan Christofer Lindblad, född 15 september 1799 i Linköping, död 31 mars 1876 i Uppsala, var en svensk professor i kriminal- och processrätt vid Uppsala universitet från 1843 till 1874. 

## Biografi
Lindblad var son till konsistorienotarien Per Lindblad och dennes hustru Maria Kristina Eckhoff. Lindblad var från 1838 gift med Wilhelmina Heinrich, som avled 1874.
Lindblad blev student vid Uppsala universitet 1818, avlade han där 1823 juris kandidat- och 1826 juris licentiatexamen samt promoverades 1827 till juris doktor. Under en femårig tjänstgöring 1823–1828 i rikets hovrätter hade han haft tillfälle att praktiskt behandla juridiska frågor. Redan 1827 förordnades han till sekreterare i en kommitté, bestående av hovrättspresidenterna och justitiekanslern, för bland annat utreda hovrätternas arbetssätt och kallades 1829 till docent i juridik i Uppsala.  1834–1836 gjorde han en vetenskaplig resa i Danmark, Tyskland och Frankrike, han befordrades 1838 till juris adjunkt,och förordnades samtidigt  att hålla offentliga föreläsningar och förrätta examina i praktisk lagfarenhet. Lindblad utnämndes 1843  till professor i kriminal- och processrätt och kvarstod i den ställningen till 1874, då han erhöll avsked med pension. 
Lindblad framstår mera som pedagog än som vetenskapsman. Han var speciellt känd för sina så kallade praktiska föreläsningar, där han beskrev och bedömde valda rättsfall. Hans förhållande till studenterna var dock allt annat än gott. Som examinator var Lindblad synnerligen sträng och fruktad. På hösten 1863 hamnade han i öppen konflikt med ett antal juridikstudenter, som ansåg att hans betygsättning var godtycklig och ohederlig. En följd av detta blev att den 19-årige studenten Robert Themptander (sedermera statsminister) begärde offentlig tentamen, vilken han klarade den 8 december 1863. För Lindblad var detta en svår motgång, som dock gladde hans många motståndare, bland vilka även fanns flera professorer vid universitetet. 
Lindblad tog aktiv del i 1850-talets strider vid den juridiska fakulteten. Tillsammans med sina kolleger Pehr Erik Bergfalk och Knut Olivecrona fick han 1855 den så kallade kanslersskrapan, en inofficiell varning av universitetskanslern
kronprins Karl.
Lindblad och hans hustru är gravsatta på Uppsala gamla kyrkogård.